# Mālīābād
Mālīābād (persiska: مالی آباد) är en ort i Iran.   Den ligger i provinsen Qazvin, i den nordvästra delen av landet, 100 km väster om huvudstaden Teheran. Mālīābād ligger 1 209 meter över havet och antalet invånare är 118.
Terrängen runt Mālīābād är platt åt sydväst, men åt nordost är den kuperad.Runt Mālīābād är det ganska tätbefolkat, med 108 invånare per kvadratkilometer. Närmaste större samhälle är Abyek, 17,2 km öster om Mālīābād. Trakten runt Mālīābād består till största delen av jordbruksmark.